# Euzone

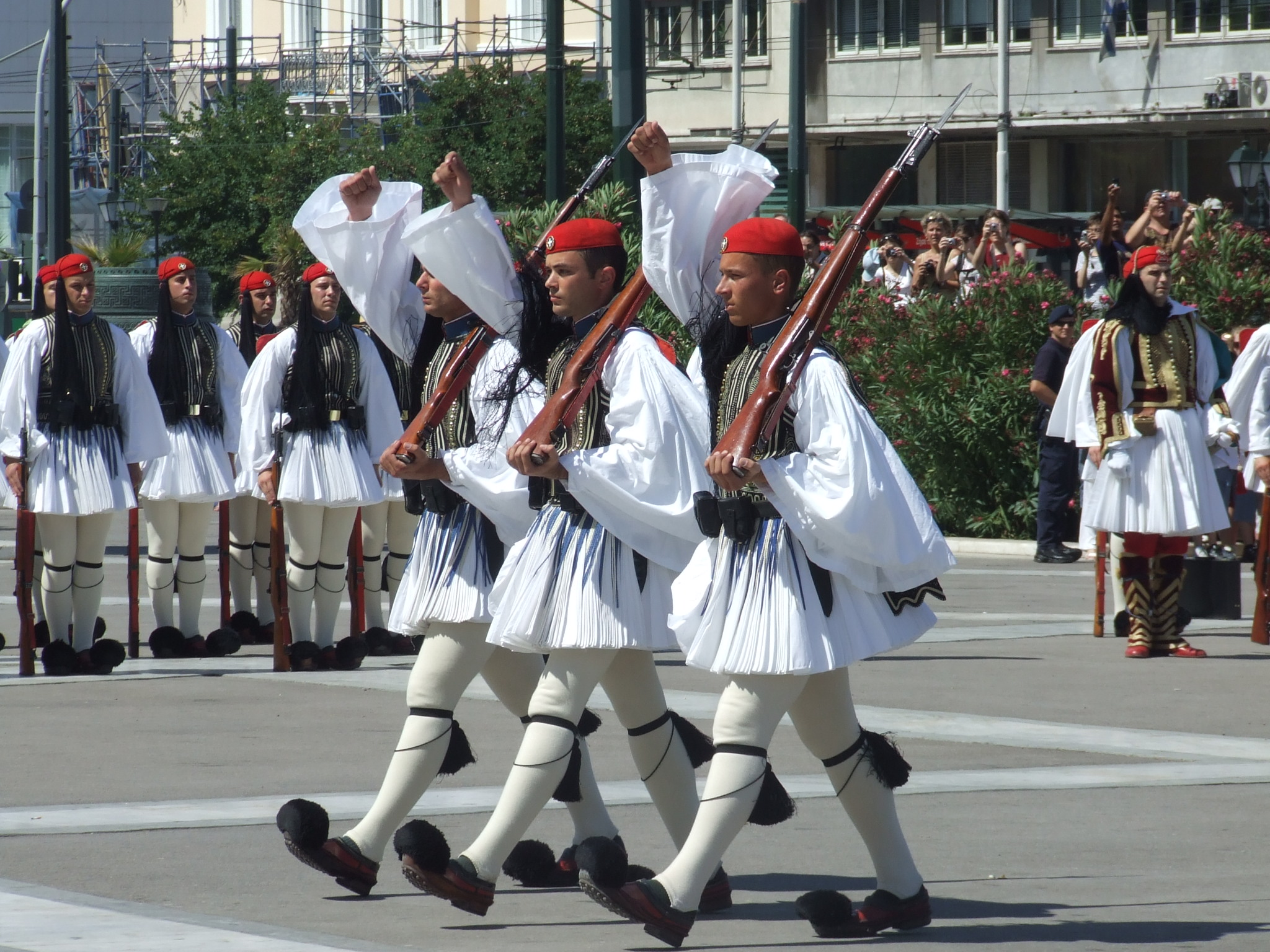
Euzoni, in abiti tradizionali.

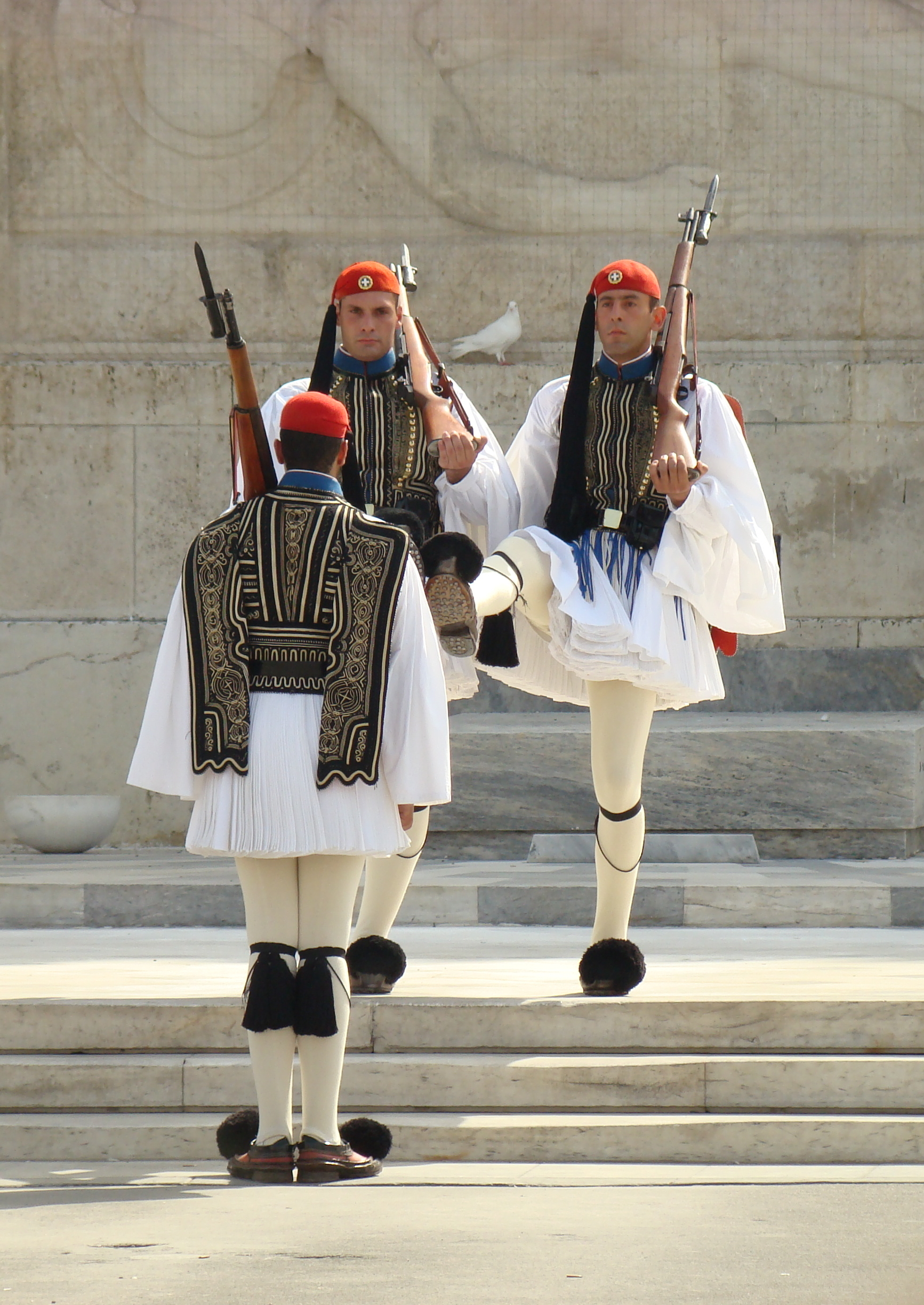
Il cambio della guardia alla tomba del Milite Ignoto.

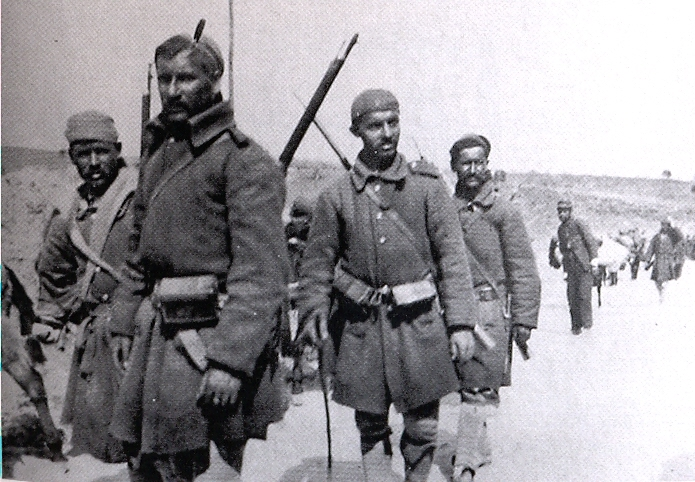
Euzones in Epiro nel 1913, durante la prima guerra balcanica

Gli euzoni (in greco; Εύζωνοι, oppure Εύζωνες, ο εύζωνος al singolare, ovvero "leggeri", "pronti"; letteralmente: "ben cinti") sono soldati scelti di fanteria da montagna dell'esercito greco. 
Indossano la fustanella, costume tradizionale greco, condiviso con altri popoli dei balcani, tra i quali gli arvaniti (albanesi dell'Albania del sud e della Grecia). Costituiscono la guardia d'onore del palazzo presidenziale di Atene e dal 1974 hanno un ruolo prevalentemente cerimoniale.

## Storia
Gli euzoni ebbero origine in Epiro e presero parte, inquadrati in reparti, alla guerra d'indipendenza greca. 
Parteciparono alla guerra greco-turca del 1897, alla prima guerra balcanica (1912-1913), alla guerra greco-turca del 1919-1922, e alla seconda guerra mondiale, distinguendosi al passo di Metsovo nel novembre 1940.
Dopo la seconda guerra mondiale, è rimasto in vita un solo reparto della guardia reale (poi presidenziale).

## Divisa
Sono noti per la loro caratteristica divisa: fez in panno rosso con nappa di seta nera; camicia bianca di cotone con ampie maniche; gilet nero con ricchi ricami in filo bianco e dorato; fustanella, gonnellino bianco ricavato da un tessuto di trenta metri sul quale sono praticate quattrocento pieghe (a ricordo degli anni di oppressione turca); calzamaglia bianca (rossa per gli ufficiali); cintura di cuoio con cartucciera; giarrettiere nere; pantofole in pelle rossa con punta ricurva e pompon nero; mantello blu (divisa invernale) o cachi (uniforme estiva).

## Compiti
Dal 1974 i loro compiti sono quelli di prestare servizio di guardia d'onore al palazzo presidenziale e al monumento al Milite Ignoto, di partecipare alle cerimonie ufficiali dell'alzabandiera e dell'ammainabandiera della bandiera posta sull'Acropoli di Atene, di rendere gli onori al presidente della repubblica, ai capi di stato stranieri e ai loro rappresentanti e di scortare il capo di stato greco nelle sue visite ufficiali all'estero.